# Ricardo Queraltó
Ricardo Antonio Queraltó Alvarado (* 12. Januar 1976 in Santiago) ist ein ehemaliger chilenischer Fußballspieler. Der Stürmer bestritt zwei Länderspiele für die Nationalmannschaft.

## Karriere

### Verein
Ricardo Queraltó begann seine Karriere 1994 bei Unión Española, wo er bis 2001 spielte. Nach dem Abstieg 1998 aus der Primera División schaffte der Klub den direkten Wiederaufstieg. 2001 sammelte der Stürmer kurzzeitig beim AC Arezzo Auslandserfahrung in Italien, kehrte aber schon zur Apertura 2002 nach Chile zurück und lief für den Anfang 2002 Insolvenz angemeldeten Rekordmeister CSD Colo-Colo auf. Doch schon Mitte 2002 unterschrieb Queraltó bei Stadtrivale Santiago Morning, wo er bis 2004 auflief. Seine Karriere ließ der Offensivakteur bei PS Mitra Kukar in Indonesien, wo er auf seine Landsleute Rodrigo Cuevas als Torwart sowie Hernán Godoy als Trainer traf, und bei Deportes Melipilla in seiner Heimat ausklingen.

### Nationalmannschaft
Ricardo Queraltó bestritt Anfang 2000 in der chilenischen Nationalmannschaft seine einzigen beiden Länderspiele. Beim Freundschaftsspiel gegen die USA wurde der Offensivakteur fünf Minuten vor Spielende eingewechselt, gegen Guatemala stand er in der Startelf und erzielte bei der 1:2-Niederlage den Treffer für Chile.

## Erfolge
Unión Española
- Chilenischer Zweitligameister: 1999